# Alter Freund des chinesischen Volkes
Alter Freund des chinesischen Volkes (chinesisch 中國人民的老朋友 / 中国人民的老朋友, Pinyin Zhōngguó rénmín de lǎo péngyǒu – „Des chinesischen Volkes alter Freund“) ist eine diplomatische Phrase, die von Führungspolitikern der Kommunistischen Partei Chinas (KPCh) verwendet wird, um ausländische Personen, die sich um die Wertschätzung der chinesischen Staatsführung (bzw. der Volksrepublik China) verdient gemacht haben, mit dieser Bezeichnung zu ehren. In der Sprache der Diplomatie und diesbezüglichen Pressemeldungen wird die Phrase auf Englisch „old friend of the Chinese people“ genannt, auf Französisch “un/e vieil/le ami/e du peuple chinois”.

## Wörtliche Bedeutung und kultureller Hintergrund
„Freundschaft“ ist in der chinesischen Kultur „leicht“ geschlossen, die Silbenfolge für Freund (朋友,  péngyǒu) kann bereits zwischen Fremden verwendet werden, die sich einen Gefallen tun. Erst durch das Hinzufügen des Attributs „gut“ (好,  hǎo) wird ausdrücklich die Ernsthaftigkeit einer (in deutschen Verhältnissen: ‚echten‘) Freundschaft signalisiert, doch auch hier ist noch nicht impliziert, dass man bereits über längere Zeit befreundet ist, und dass das so bleibt. Erst nach wirklich langer und dauerhaft positiver Beziehung kann ausdrücklich von guten Freunden (eben: 老朋友,  lǎo péngyǒu – „Guter Freund / Kumpan [der über eine lange Zeit in Freundschaft verbunden ist]“) gesprochen werden. Im Sinne des Guanxi geht damit auch eine Erwartungshaltung einher: Kumpane unterstützen sich und ergreifen Partei füreinander. Noch engere Freundschaft lässt sich nur noch durch die Anrede als Geschwister oder andere Verwandte signalisieren. Die Bezeichnung als „lǎo péngyǒu“ kann durchaus auch als bloße Schmeichelei genutzt und verstanden werden, sowohl in der Geschäftswelt wie auch der Diplomatie.
Die Silbe ‚lǎo‘ (chinesisch 老) trägt die Hauptbedeutung „alt“, mit möglichen Nebenbedeutungen als „ehrwürdig“, „seit langem bestehend“, „erfahren“, „bewährt“ oder „schon immer“. Das gibt dieser Bezeichnung für einen Freund eine positive Konnotation, mehr noch als die oben bereits genannte reine Zustandsbeschreibung „gut“.

## Geschichte und Häufigkeit der Auszeichnung
Beginnend im Jahr 1956 wurden bis 2010 insgesamt 601 Menschen aus 123 Ländern in der Zeitung Renmin Ribao (einem Parteiorgan der KPCh) als „alte Freunde“ ausgewiesen. Stand 2011 waren unter anderem 111 Japaner, 56 US-Amerikaner, 24 Briten, 23 Franzosen, 18 Deutsche, 15 Thailänder, 14 Kanadier, 11 Inder, 10 Bengalen und 9 Italiener mit dem Begriff bedacht worden. Unter den „Alten Freunden“ befinden sich auch solche mit chinesischer Abstammung und Herkunft (bspw.: Han Suyin, Israel Epstein, Ma Haide). Anlässlich der (telefonischen) Zuschreibung an Angela Merkel Oktober 2021 wird eine Zahl von 600 Geehrten genannt.
Der kanadische Geistliche, Missionar und Sozialist James Gareth Endicott, der sich für die Bildung in China eingesetzt und die Kommunistische Partei im Chinesischen Bürgerkrieg unterstützt hatte, war der Erste, der als „Alter Freund des chinesischen Volkes“ bezeichnet wurde.
Waren bis 1978 nur relativ wenige mit jener Betitelung durch die chinesische Staatsführung geehrt worden, änderte sich das, nachdem die Volksrepublik China im Zuge der Reform- und Öffnungspolitik diplomatische Beziehungen zu vielen Ländern aufgenommen hatte. Jedoch sind nicht ausschließlich Politiker unter den „Alten Freunden“, sondern beispielsweise auch Ärzte, Journalisten, Komiker, Schriftsteller und Sportler. Besonders häufig (jeweils knapp über 60 Mal) wurde die Bezeichnung neben dem Jahr 1978, außerdem im Jahr 1984 (als die Chinesisch-britische gemeinsame Erklärung zu Hongkong verabschiedet wurde) und im Jahr 1989 (als das Tian’anmen-Massaker stattfand) gebraucht. Im Jahr 1997 (dem Jahr der Übergabe von Hongkong an die Volksrepublik China) erhielten knapp 80 Menschen die Bezeichnung des alten Freundes des chinesischen Volkes. Seit 1997 hat die Vergabe der Bezeichnung abgenommen, weshalb auch der Spitzenwert von 1997 (Stand 2010) unerreicht blieb.
Nicht zu verwechseln ist diese Ehrung mit der chinesischen Freundschaftsmedaille und dem Freundschaftspreis.

## AlsAlte FreundeBezeichnete (Auswahl)
Die Anzahl der Nationalitäten unter den „alten Freunden des chinesischen Volkes“ stieg von neun in den 1950er und 1960er Jahren auf 24 in den 1990er Jahren und im 21. Jahrhundert auf mindestens 29.

### Liste von Geehrten
| Herkunft                 | Ausgezeichnete/r                      | Grund der Betitelung/Beleg (wo zu den Personen keine Artikel vorhanden sind, kurze Erklärung zur Person) |
| ------------------------ | ------------------------------------- | --- |
| Kanada                   | Norman Bethune (1890–1939)            | [ 3 ] |
| Kanada                   | James Gareth Endicott (1898–1993)     | War mit Zhou Enlai befreundet und ein Unterstützer der Kommunistischen Partei Chinas. Während des Chinesischen Bürgerkriegs stellte er ein unterirdisches Netzwerk zur Verfügung, in dem sich prokommunistische Kräfte treffen und austauschen konnten |
| Kanada                   | Mark Henry Rowswell (* 1965)          | Komiker, der mit seinem Künstlernamen Dashan in der Volksrepublik China sehr beliebt und erfolgreich ist |
| Kambodscha               | Norodom Sihanouk (1922–2012)          | [ 3 ] [ 18 ] |
| Spanien                  | Juan Antonio Samaranch (1920–2010)    | Präsident des Internationalen Olympischen Komitees unter dem mit den Olympischen Sommerspielen 2008 erstmals Olympische Spiele in China stattfanden. |
| Spanien                  | Juan Carlos I.                        | [ 3 ] |
| Polen China              | Israel Epstein (1915–2005)            | [ 19 ] |
| Neuseeland China         | Rewi Alley (1897–1987)                | [ 20 ] |
| Neuseeland               | James Munro Bertram (1910–1993)       | Bertram war Journalist, Schriftsteller, Sozialarbeiter und Kriegsgefangener. Er pflegte Beziehungen zu Hu Yaobang. |
| Indien                   | Dwarkanath Kotnis (1910–1942)         | [ 21 ] [ 22 ] |
| Sowjetunion              | Iwan Archipow (1907–1997)             | Von Zhao Ziyang so bezeichnet |
| Sowjetunion              | Alexander Ivanovich Grishenko         | Kapitän der Sowjetischen Freiwilligengruppe, die als Teil der Luftstreitkräfte der Sowjetunion an der Schlacht um Wuhan teilnahm. |
| Russland                 | Wladimir Putin (* 1952)               | [ 25 ] |
| Japan                    | Nakasone Yasuhiro (1918–2019)         | [ 26 ] |
| Japan                    | Yasuo Fukuda (* 1936)                 | [ 27 ] |
| Japan                    | Takeo Fukuda (1905–1995)              | [ 27 ] |
| Japan                    | Murayama Tomiichi (* 1924)            | [ 28 ] |
| Japan                    | Kaheita Okazaki (1897–1989)           | Entrepreneur und ehemaliger Präsident von All Nippon Airways |
| Südkorea                 | Kim Dae-jung (1925–2009)              | [ 29 ] |
| Nordkorea                | Kim Il-sung (1912–1994)               | [ 19 ] |
| Thailand                 | Prinzessin Sirindhorn (* 1955)        | Sirindhorn schrieb mehrere Bücher über China und übersetzte eine Reihe chinesischer Gedichte und Geschichten in andere Sprachen. |
| Vereinigte Staaten       | Edgar Snow (1905–1972)                | Journalist, der mit seinem im Jahr 1937 erschienenem Buch Roter Stern über China Mao Zedong sowie dessen Volksrepublik dem Ausland bekannt machte. |
| Vereinigte Staaten       | Henry Kissinger (1923–2023)           | Diplomat und Außenminister der USA. |
| Vereinigte Staaten       | Richard Nixon (1913–1994)             | Obwohl Antikommunist, wirkte Nixon auf eine Normalisierung der Sino-amerikanische Beziehungen hin. Er entsendete Botschafter nach China. Unter seiner Präsidentschaft brachen die diplomatischen Verbindungen zu Taiwan, dessen Autonomie die Volksrepublik China nicht anerkennt, ab. |
| Vereinigte Staaten China | Ma Haide (1910–1988)                  | [ 11 ] |
| Vereinigte Staaten       | George H. W. Bush (1924–2018)         | Nach Pearl Harbor flog H. W. Bush als jüngster Pilot der US Air Force viele Luftangriffe gegen das japanische Kaiserreich, das im Zweiten Weltkrieg auch Feind der chinesischen Kommunisten war. H. W. Bush lebte vor seiner Präsidentschaft für ein Jahr als Diplomat in China und bemühte sich als Präsident um die Sino-amerikanischen Beziehungen.                                                   |
| Vereinigte Staaten       | Bill Gates (* 1955)                   | Pflegte unter anderem Beziehungen zu Hu Jintao |
| Vereinigte Staaten       | Anna Louise Strong (1885–1970)        | [ 3 ] [ 19 ] |
| Vereinigte Staaten       | Agnes Smedley (1892–1950)             | [ 3 ] [ 19 ] |
| Vereinigte Staaten       | James Pineo Grant (1922–1995)         | ehemaliger Exekutivdirektor von UNICEF |
| Vereinigte Staaten       | Daniel Inouye (1924–2012)             | [ 32 ] |
| Vereinigtes Königreich   | John Prescott (1938–2024)             | Von Wen Jiabao als Alter Freund des chinesischen Volkes bezeichnet |
| Vereinigtes Königreich   | Geoffery Howe (1926–2015)             | Von Wen Jiabao als Alter Freund des chinesischen Volkes bezeichnet |
| Frankreich               | Jacques Chirac (1932–2019)            | Von Xi Jinping in einer Kondolenzbekundung als Alter Freund des chinesischen Volkes bezeichnet. |
| Frankreich               | René Dumont (1904–2001)               | War mit dem chinesischen Kommunistenführer Cai Hesen (1895–1931) und Deng Xiaoping befreundet |
| Deutschland              | Helmut Schmidt (1918–2015)            | Schmidt war der erste Deutsche Bundeskanzler, der China besuchte. Schmidt verfasste außerdem Bücher und Aufsätze über China, die auch ins Chinesische übersetzt wurden. Laut Li Keqiang habe Schmidts Engagement dazu geführt, dass Deutschland in Chinas Europa-Strategie eine herausragende Rolle spiele. Li pflegte Kontakt zu Schmidt.                                                               |
| Deutschland              | Helmut Kohl (1930–2017)               | Im Jahr 1999 von Zhu Rongji als Alter Freund des chinesischen Volkes bezeichnet. Kohl reiste als erster westlicher Regierungschef in das von der Volksrepublik China eingegliederte Tibet. Im Jahr 1995, sechs Jahre nach dem von der Volksbefreiungsarmee (VBA) begangenen Massaker auf dem Platz des Himmlischen Friedens, besuchte er als Erster ausländischer Spitzenpolitiker eine Kaserne der VBA. |
| Deutschland              | Gerhard Schröder (* 1944)             | Nachdem NATO-Jets im Jahr 1999 irrtümlich die chinesische Botschaft in Belgrad bombardiert hatten war Schröder der erste westliche Politiker, der nach Peking reiste und sich für den Vorfall entschuldigte. Er besuchte China häufiger als jeder andere europäische Regierungschef vor ihm. |
| Deutschland              | Horst Köhler (1943–2025)              | Von Hu Jintao im Jahr 2011 als Alter Freund des chinesischen Volkes bezeichnet |
| Deutschland              | Angela Merkel (* 1954)                | Merkel bereiste China während ihrer Amtszeit zwölf Mal und besuchte bei jeder Chinareise zusätzlich eine andere Stadt. Im Jahr 2021 würdigte Xi Jinping dies und ihre Art der Diplomatie, die zu guten chinesisch-deutschen Beziehungen beigetragen habe, sowie ihre Kenntnis zu „manchen Realitäten in China“.                                                                                          |
| Deutschland              | Hans Modrow (1928–2023)               | Letzter Vorsitzender des Ministerrates vor den ersten freien Wahlen in der DDR; später Politiker der Linken |
| Niederlande              | Joris Ivens (1898–1989)               | Drehte während des Zweiten Japanisch-Chinesischen Krieges den Dokumentarfilm The 400 Million, der 1939 erschien. Darin ließ er Soldaten der Nationalrevolutionären Armee und der Volksbefreiungsarmee zu Wort kommen. |
| Ägypten                  | Husni Mubarak (1928–2020)             | [ 19 ] |
| Ägypten                  | Boutros Boutros-Ghali (1922–2016)     | [ 3 ] |
| Südafrika                | Nelson Mandela (1918–2013)            | Aufnahme der bilateralen Beziehungen unter der Präsidentschaft von Mandela |
| Äthiopien                | Mulatu Teschome (* 1955/1956)         | [ 44 ] [ 45 ] |
| Sambia                   | Kenneth Kaunda (1924–2021)            | [ 3 ] [ 46 ] |
| Palästina                | Jassir Arafat (1929–2004)             | [ 47 ] [ 48 ] |
| Tansania                 | Julius Nyerere (1922–1999)            | [ 3 ] |
| Kasachstan               | Nursultan Nasarbajew (* 1940)         | [ 49 ] |
| Afghanistan              | Hamid Karzai (* 1957)                 | [ 4 ] |
| Pakistan                 | Pervez Musharraf (1943–2023)          | [ 50 ] [ 51 ] |
| Pakistan                 | Asif Ali Zardari (* 1955)             | [ 52 ] [ 53 ] |
| Nepal                    | Pushpa Kamal Dahal (* 1954)           | [ 54 ] |
| Singapur                 | Lee Kuan Yew (1923–2015)              | [ 55 ] [ 56 ] |
| Simbabwe                 | Robert Mugabe (1924–2019)             | [ 2 ] |
| Kuba                     | Fidel Castro (1926/1927–2016)         | [ 2 ] |
| Belarus                  | Aljaksandr Lukaschenka (* 1954)       | Von Xi Jinping 2016 als Alter Freund bezeichnet für seine Bemühungen zur Verbesserung der bilateralen Beziehungen |
| Venezuela                | Hugo Chávez (1954–2013)               | [ 2 ] |
| Philippinen              | Rafael Montinola Salas (1928–1987)    | war ehemaliger Präsident des Bevölkerungsfonds der Vereinten Nationen und verteidigte die Ein-Kind-Politik |
| Mexiko                   | Luis Echeverría Álvarez (1922–2022)   | stimmte für die Wiedereingliederung Chinas in die Vereinten Nationen. |
| Mexiko                   | Antonio Enríquez Savignac (1931–2007) | war Generalsekretär der Weltorganisation für Tourismus |
| China                    | Han Suyin (1917–2012)                 | [ 3 ] |

## Fachliteratur
- Kecheng Fang – 方可成 Fāng Kěchéng: 中国人民的老朋友 Zhōngguó rénmín de lǎo péngyǒu. Daily Press, Hong Kong 2014 (chinesisch).
- Peter Martin: China’s Civilian Army: The Making of Wolf Warrior Diplomacy. Oxford University Press, Oxford 2021, ISBN 0-19-751370-0 (englisch, eingeschränkte Vorschau in der Google-Buchsuche).